# Adalei
Adalei (in somalo Adeile), è un villaggio della regione di Basso Scebeli nella Somalia centromeridionale.
Durante il periodo coloniale italiano vi sorgeva una stazione della ferrovia Mogadiscio-Villaggio Duca degli Abruzzi.